# Christine (voornaam)
Christine of Christina is een meisjesnaam die is afgeleid van de jongensnaam Christiaan, een afleiding van het woord christen (volgeling van Christus). Het Griekse woord Christos (χριστος) betekent gezalfde. 
Varianten op deze naam zijn bijvoorbeeld Christiane, Christianne, Christa, Christien, Christel, Kristel, Kristen, Kristien, Stien en Kiki.
In het Spaans en Italiaans wordt de naam geschreven zonder h, als Cristine.

## Bekende naamdraagsters
- Christina de Wonderbare, heilige
- Christina Aguilera, Amerikaans zangeres
- Stien Kaiser, Nederlands oud-langebaanschaatsster
- Christine Chubbuck, Amerikaans televisiepresentatrice
- Cristina Deutekom, Nederlands sopraan
- Kristel van Eijk, Nederlands actrice en presentatrice
- Christine van der Horst, Nederlands televisiepresentatrice
- Christina Metaxa, Cypriotisch zangeres
- Christina Milian, Amerikaans zangeres en actrice
- Christina Onassis, dochter van de Griekse reder Aristoteles Onassis
- Christina Rossetti, Engels dichteres
- Maria Christina der Nederlanden, jongste zuster van prinses Beatrix van Nederland
- Cristina van Spanje, prinses, dochter van koning Juan Carlos van Spanje
- Kristel Verbeke, de zwartharige zangeres van de meidengroep K3
- Christina I van Zweden, koningin van Zweden (1632-1654)
- Christina van Zweden (1943), jongste zuster van de Zweedse koning Karel XVI Gustaaf
- Kristel Zweers, Nederlands cabaretière

## Bekende personen met de naam als achternaam
- Sylvia Kristel, Nederlands actrice